# Natalia Rodríguez (Schauspielerin)
Natalia Arroyo Rodríguez (* 22. Mai 1992 in Madrid) ist eine spanische Schauspielerin. Einem breiten nationalen Publikum wurde sie durch ihre Rollen in den Fernsehserien Yo quisiera, Amar es para siempre und Mía es la venganza.

## Leben
Rodríguez wurde am 22. Mai 1992 in Madrid geboren. Sie hat einen Bruder. Ihr Filmschauspieldebüt gab sie 2007 in der Filmproduktion Pudor. 2011 spielte sie in den Filmproduktionen Intruders und Ritter des heiligen Grals mit. Ab 2015 bis 2018 stellte sie in 88 Episoden der Fernsehserie Yo quisiera die Rolle der María. Ab demselben Jahr bis einschließlich 2024 war sie in 264 Episoden der Fernsehserie Amar es para siempre in der Rolle der Leonor Gómez Sanabria zu sehen. Weitere wiederkehrende Rollen hatte sie in den Fernsehserien Traición, El punto frío, La sala, High Seas und Servir y proteger inne. 2024 spielte sie in den Filmproduktionen A Model Murder und Wand an Wand.

## Filmografie (Auswahl)
- 2007: Pudor
- 2010: El Pacto (Kurzfilm)
- 2010: El pacto (Miniserie, 2 Episoden)
- 2010: La pecera de Eva (Miniserie, 6 Episoden)
- 2010: Showbusiness (Fernsehfilm)
- 2011: Intruders
- 2011: Ritter des heiligen Grals (El Capitán Trueno y el Santo Grial)
- 2011: El perfecto desconocido
- 2012: La montaña rusa
- 2012: Los protegidos (Fernsehserie, 13 Episoden)
- 2013: Tormenta (Miniserie, 2 Episoden)
- 2013: Drei Hochzeiten zu viel (Tres bodas de más)
- 2014: La que se avecina (Fernsehserie, Episode 8x04)
- 2014: Isabel (Fernsehserie, 4 Episoden)
- 2014: Terrario
- 2015: Una cita de mierda (Kurzfilm)
- 2015–2018: Yo quisiera (Fernsehserie, 88 Episoden)
- 2015–2024: Amar es para siempre (Fernsehserie, 264 Episoden)
- 2016: Todo es de color
- 2017: Last Star (Kurzfilm)
- 2017–2018: Traición (Fernsehserie, 9 Episoden)
- 2018: El punto frío (Fernsehserie, 7 Episoden)
- 2018: Niña de trapo (Kurzfilm)
- 2019: La sala (Fernsehserie, 8 Episoden)
- 2019: Hospital Valle Norte (Fernsehserie, Episode 1x07)
- 2019: Picadero (Kurzfilm)
- 2019–2020: High Seas (Alta Mar, Fernsehserie, 22 Episoden)
- 2021–2022: Servir y proteger (Fernsehserie, 35 Episoden)
- 2022: Suelta (Kurzfilm)
- 2022: 8 años
- 2022: Stoyan
- 2023: Mía es la venganza (Fernsehserie, 110 Episoden)
- 2024: A Model Murder (Fernsehfilm)
- 2024: Wand an Wand (Pared con pared)